# Šempeter-Vrtojba
Šempeter-Vrtojba (em italiano:  San Pietro-Vertoiba; em alemão:  Sankt Peter-Vertoyba) é um município da Eslovênia. A sede do município fica na localidade de Šempeter pri Gorici.